# Nippon Animation
Nippon Animation (日本アニメーション, Nippon Animēshon) és un estudi d'animació japonesa. La companyia té la seu a Tòquio, amb oficines principals a districte de Ginza de Chūō i instal·lacions de producció a la ciutat de Tama.
Nippon Animation és coneguda per produir nombroses sèries d'anime basades en obres de la literatura occidental com Anna de les Teules Verdes i Les aventures de Tom Sawyer.

## Història
El que ara és Nippon Animation descendeix de Zuiyo Eizo (o Zuiyo Enterprise), un estudi d'animació fundat l'abril de 1969 per l'antic gerent del TCJ Shigeru Takahashi. L'estudi va produir diverses sèries populars a principis i mitjans de la dècada de 1970, inclosa Heidi, de 1974, una adaptació del popular llibre infantil Heidi de Johanna Spyri. L'anime de Heidi va ser molt popular al Japó (i més tard a Europa, i l'edició de llargmetratge de la sèrie de televisió va veure un llançament de VHS als Estats Units el 1985). Zuiyo Eizo aviat es va trobar en problemes financers a causa dels alts costos de producció d'una sèrie (presumiblement L'abella Maia) que intentava vendre al mercat europeu.
El 1975, Zuiyo Eizo es va dividir en dues entitats: Zuiyo, que va absorbir el deute i els drets de l'anime de Heidi, i Nippon Animation, que era essencialment el personal de producció de Zuiyo Eizo (incloent-hi Miyazaki i Takahata). Oficialment, Nippon Animation Co., Ltd. va ser fundada el 3 de juny de 1975 pel president de l'empresa, Kōichi Motohashi. La recentment rebatejada Nippon Animation va tenir èxit immediatament amb L'abella Maia i El gos de Flandes (totes dues van començar com a produccions Zuiyō Eizō), que es van convertir en la primera entrada a la sèrie World Masterpiece Theatre que es va produir amb el nom de Nippon Animation. Hayao Miyazaki va deixar Nippon Animation l'any 1979 enmig de la producció d'Akage no Anne per fer El castell de Cagliostro basat en Lupin III.

## Cos de treball
A més de la sèrie World Masterpiece Theatre, Nippon Animation també ha produït moltes altres sèries basades en obres de la literatura occidental, així com obres originals i adaptacions del manga japonès. Sobretot, fins a Kaze no Naka no Shōjo: Kinpatsu no Jenī (1992), el seu punt àlgid de produccions basades en obres de la literatura occidental. Molts d'aquests s'inclouen a la llista de treballs de l'estudi a continuació.
De les produccions de l'estudi no basades en la literatura occidental, la més popular és, sens dubte, Chibi Maruko-chan (1990), basada en el popular manga de Momoko Sakura. En el seu punt àlgid, aquest anime sobre una noia inusualment intel·ligent en edat d'escola primària i la seva família i amics va aconseguir una puntuació d'audiència de gairebé el 40%, la qual cosa la va convertir en una de les sèries d'anime més ben valorades mai (i el programa d'anime millor valorat a la història japonesa de l'època).

## Obres adaptades de la literatura occidental

### Sèries de televisió
- Wickie, el víking (Chiisana Baikingu Bikke) – 1974-75 (eps. 53-78, propietat de Zuiyo)
- L'abella Maia (Mitsubachi Māya no Bōken) - 1975 (va començar com a producció de Zuiyo Eizo)
- Sōgen no shōjo Rōra (草原の少女ローラ) - 1975
- Simbad (Arabian Naitsu: Shinbaddo No Bôken) – 1975
- Pinotxo (Pinokio Yori Pikorīno no Bōken) – 1976
- Little Lulu to Chicchai Nakama - 1976
- Jacky, en el bosc de Tallac (Seton Dôbutsuki Kuma no Ko Jacky) - 1977
- Conan, el nen del futur (Mirai Shonen Conan) - 1978, una obra de Hayao Miyazaki
- Banner i Flappy (Seton Dobutsuki Risu no Banner) - 1979
- Ruy, el pequeño Cid (Little El Cid no Bouken) – 1980, coproducció amb BRB Internacional
- Diari d'un escolar (Ai no Gakko Cuore Monogatari) – 1981
- D'Artacan i els tres gossos mosqueters (Wanwan Sanjushi, Els tres mosqueters) – 1981; coproducció amb BRB Internacional (Madrid, Espanya)
- Shin Mitsubachi Maaya no Boken - 1982
- Fushigi no Kuni no Arisu – 1983
- La volta al món de Willy Fog (Anime 80 Sekai Isshu) – 1983 (A Espanya), 1987 (Al Japó); coproducció amb BRB Internacional
- Manga Aesop Monogatari - 1983
- Bosco Daiboken – 1986
- Grimm Meisaku Gekijo/Shin Grimm Meisaku Gekijo – 1987–1989
- Jungle Book Shōnen Mowgli (2 d'octubre de 1989 - 29 d'octubre de 1990)
- Kaze no Naka no Shōjo: Kinpatsu no Jenī – 1992

### Especials de televisió
- Chibi Maruko-chan (Tondemo Nezumi Daikatsuyaku) (30 de juny de 1979)
- Anne no Nikki: Anne Frank Monogatari (28 de setembre de 1979)
- Nodoka Mori no Dobutsu Daisakusen (3 de febrer de 1980)
- Hitomi no Naka no Shonen Jugo Shonen Hyoryuki (19 d'octubre de 1987)

## Altres obres

### Sèries de televisió
- Dokaben (6 octubre 1976 – 26 desembre 1979)
- Attack on Tomorrow (4 abril 1977 – 5 setembre 1977)
- Blocker Gundan 4 Machine Blaster – 1977 (coproducció amb Ashi Productions)
- Chogattai Majutsu Robot Ginguiser (coproducció amb Ashi Productions) – 1977
- I'm Teppei (Ore wa Teppei) – 1977
- Wakakusa no Charlotte – 1977
- Angie Girl, Jouo Heika no Petite Angie – 1977
- Yakyū-kyō no Uta (23 desembre 1977 – 26 març 1979)
- Haikara-san ga Tōru – 1978
- Highschool Baseball Ninja (Ikkyu-san) – 1978
- Misha, el petit ós (Koguma no Misha) – 1979
- Banner i Flappy (Seton Dobutsuki Risu no Banner) – 1979
- Fisherman Sanpei – 1980
- Fútbol en acción – 1981 (coproducció amb Estudio Equip, BRB Internacional i Televisión Española)
- Mīmu Iro Iro Yume no Tabi – 1983
- Fushigi na Koara Burinkii – 1984
- Mori no Tonto Tachi – 1984 (coproducció amb Shaft)
- Hey! Bumboo – 1985
- Uchuusen Sagittarius – 1986
- Seishun Anime Zenshū (25 abril 1986 – 26 desembre 1986)
- Topo Gigio – 1988
- Dagon in the Land of Weeds – 1988
- Chibi Maruko-chan – 1990
- Pygmalio – 1990
- Moero! Top Striker – 1991
- Christopher Columbus – 1992 coproducció amb Mondo TV
- Mikan (Mikan Enikki) – 1992
- Nangoku Shonen Papuwa-kun – 1992
- Heisei Inu Monogatari Bau (14 octubre 1993 – 22 setembre 1994)
- Dragon League – 1993
- Muka Muka Paradise – 1993
- Miracle Girls – 1993 (com a Japan Taps)
- Mahojin Guru Guru – 1994
- Pig Girl of Love and Courage: Tonde Burin – 1994
- Yamato Takeru – 1994
- Romeo's Blue Skies – 1995
- Mama Loves the Poyopoyo-Saurus – 1995
- Grander Musashi – 1997
- Duck Caen – 1997
- Chūka Ichiban! – 1997
- Sakura Momoko Gekijo: Koji-Koji – 1997
- Hanasaki Tenshi Ten-Ten-kun – 1998
- Hatsumei Boy Kanipan – 1998
- Xenon Football Sign – 1999
- Shuukan! Story Land – 1999
- Hunter × Hunter – 1999
- Corrector Yui – 1999
- Bikkuriman 2000 – 1999
- Mirai Shonen Conan II: Taiga no Daiboken – 1999; remake de Conan el nen del futur
- Marcelino Pan y Vino – 2000 (coproducció Japó-Espanya)
- Mahōjin Guru Guru – abril 2000, TV Tokyo
- Cosmic Baton Girl Comet-san – 2001; basat en un manga de Mitsuteru Yokoyama
- Ryuji Masuda – 2001
- Dennō Bōkenki Webdiver – 2001 (coproducció amb Radix)
- Daigunder – 2002 (coproducció amb Brains Base)
- Hungry Heart: Wild Striker – 2002–2003, Animax
- Papuwa – September 2003, TV Tokyo
- Sore Ike! Zukkoke Sannin Gumi – April 2004, TV Tokyo
- Fantastic Children – October 2004, TV Tokyo
- Mix Master – 2005 (Japan-Korea co-production with Sunwoo Entertainment and KBS)
- Pokapoka Mori no Rascal – 2006, Sequel of Araiguma Rascal
- Yamato Nadeshiko Shichi Henge – 2006
- Antique Bakery – 2008
- Hyakko – 2008
- Hakushon Daimaō 2020 – 2020 (coproducció amb Tatsunoko Production)
- Let's Make a Mug Too – 2021
- Love All Play – 2022 (coproducció amb OLM)

### Pel·lícules
- Mirai Shōnen Konan (15 de setembre de 1979)
- Yakyū-kyō no Uta: Kita no Ōkami Minami no Tora (15 de setembre de 1979)
- Haha o Tazunete Sanzenri (19 de juliol de 1980)
- Mirai Shōnen Konan: Tokubetsu Hen-Kyodaiki Gigant no Fukkatsu (11 de març de 1984)
- Chōjin Rokku (14 d'abril de 1984)
- Chibi Maruko-chan (15 de desembre de 1990)
- Chibi Maruko-chan: Watashi no Suki na Uta (19 de desembre de 1992)
- Tottoi (també conegut com "El secret del segell") (22 d'agost de 1992)
- Heisei Inu Monogatari Bau: Genshi Inu Monogatari Bau (20 d'agost de 1994) - curtmetratge
- Mahōjin Guru Guru - (20 d'abril de 1996) - curtmetratge
- Hamerun no Baiorin Hiki (20 d'abril de 1996) - curtmetratge
- Patrasche, el gos de Flandes (15 de març de 1997)
- The Mighty Kong (16 de juny de 1998) (coproduït amb LA Animation, Hahn Shin Corporation i Lana Productions)
- Haha o Tazunete Sanzenri (2 d'abril de 1999)
- Kaguya-hime no Monogatari (2014) (producció real de Studio Ghibli, Nippon Animation va ser la cooperació d'animació amb BONES, Tatsunoko Production i Studio 4 °C)
- Tensai Bakavon: Yomigaeru Flanders no Inu (23 de maig de 2015)[4][5]
- Sinbad: Sora Tobu Hime a Himitsu no Shima – 2015
- Chibi Maruko-chan: A Boy from Italy - 2015
- Haikara-san ga Tōru Zenpen – Benio, Hana no 17-sai – 2017
- Haikara-san ga Tōru Kōhen – Tokyo Dai Roman – 2018
- Pel·lícula sense títol sobre Napoleó Bonaparte - Any desconegut

### Especials de televisió
- King Fang (Oyuki Yama no Yuusha Haou) (23 de setembre de 1978)
- Our Hit and Run (18 de febrer de 1979)
- Maegami Taro (29 d'abril de 1979)
- Sango-shō Densetsu: Aoi Umi no Elfie (22 d'agost de 1986)
- On-chan, Dream Power Big Adventure! (5 d'agost de 2003)
- Miyori no Mori (25 d'agost de 2007)

### Animacions de vídeo originals
- Locke the Superman: Lord Leon - 1989
- Bucchigiri – 1989
- Bucchigiri 2 – 1990
- Bucchigiri 3 – 1991
- Locke the Superman: New World Command - 1991
- Bucchigiri 4 – 1991
- Jungle Wars - 1991
- Boku wa Ō-sama – 1996
- Hunter x Hunter – 2002
- Shiritsu Araiso Koutougakkou Seitokai Shikkoubu – 2002
- Hunter x Hunter: Greed Island – 2003
- Pink Crayons - 2004
- Hunter x Hunter: GI Final - 2004

## Nippon Animedia
És un departament de Nippon Animation que tenia una associació amb la famosa empresa de joguines Takara en algun anime.
- Beyblade – 2001 (coproducció amb Madhouse)
- Beyblade: V-Force – 2002 (coproducció amb Madhouse)
- Beyblade: Fierce Battle - 2002
- Beyblade G Revolution – 2003 (coproducció amb Madhouse)
- B-Legend! Battle Bedaman – 2004
- Battle B-Daman: Fire Spirits - 2005
- Crash B-Daman - 2006
- Zero Duel Masters - 2007